# Isaccea
Isaccea là một thị xã thuộc hạt Tulcea, România. Dân số thời điểm năm 2002 là 5427 người.